# Dorothy Fields
Dorothy Fields (Allenhurst, 15 luglio 1904 – New York, 28 marzo 1974) è stata una paroliera e compositrice statunitense, che scrisse i testi di celebri canzoni e colonne sonore su musiche di vari compositori, specialmente di Jimmy McHugh.

## Biografia
Figlia di Lew M. Fields (Lewis Maurice Schanfield) un attore di vaudeville, dopo gli studi iniziò a scrivere poemi su alcuni giornali.
La sua carriera di autrice di canzoni decollò con la sua collaborazione con Jimmy McHugh grazie alla canzone Our American Girl, il loro primo successo di una lunga serie.
La coppia negli anni trenta creò moltissime canzoni destinate a diventare classici intramontabili (On the Sunny Side of the Street, Exactly Like You, A Fine Romance, Waltz in Swing Time, eccetera).
Collaborò inoltre alla stesura di testi, colonne sonore e musical con numerosi compositori come: Jerome Kern, Cole Porter, Sigmund Romberg, Irving Berlin, Arthur Schwartz e altri.
Nel 1937 vinse assieme a Jerome Kern l'Oscar per la migliore canzone (The Way You Look Tonight) dopo che l'anno precedente aveva avuto una nomination (assieme a Jerome Kern e Jimmy McHugh) con Lovely to Look At.
Nel 1959 vinse un Tony Award ed un Grammy Awards per la colonna sonora del musical Redhead.
Nel 1971, a coronamento di una brillante carriera entrò nella Songwriters Hall of Fame.
Morì nel 1974 per un attacco cardiaco.

## Canzoni scritte
- 30 Weeks of Heaven (Dorothy Fields / Arthur Schwartz)
- After Forty (40) It's Patch Patch Patch (Dorothy Fields / Cy Coleman)
- All the Time (Dorothy Fields / Arthur Schwartz)
- Alone Too Long (Dorothy Fields / Arthur Schwartz)
- Andiamo (Dorothy Fields / Harold Arlen)
- April Fooled Me (Dorothy Fields / Jerome Kern)
- Arabian Lover (Dorothy Fields / Jimmy McHugh)
- As Long as We're in Love (Dorothy Fields / Jimmy McHugh)
- Baby (Dorothy Fields / Jimmy McHugh)
- Baby Dream Your Dream (Dorothy Fields / Cy Coleman)
- Back in My Shell (Dorothy Fields / Jerome Kern)
- Bandanna Babies (Dorothy Fields / Jimmy McHugh)
- Behave Yourself (Dorothy Fields / Albert Hague)
- (The) Big Backyard (Dorothy Fields / Sigmund Romberg)
- Big Fat Heart (Dorothy Fields / Cy Coleman)
- Big Spender (Dorothy Fields / Cy Coleman)
- Blue Again (Dorothy Fields / Jimmy McHugh)
- Bojangles of Harlem (Dorothy Fields / Jerome Kern)
- (The) Boss (Dorothy Fields / Sigmund Romberg)
- Bride Wore Something Old (Dorothy Fields / Arthur Schwartz)
- Button Up Your Heart (Dorothy Fields / Jimmy McHugh)
- By the Beautiful Sea (Dorothy Fields / Arthur Schwartz)
- Can You Spell Schenectady (Dorothy Fields / Harold Arlen)
- Carrousel in the Park (Dorothy Fields / Sigmund Romberg)
- Charity Soliloquy (Dorothy Fields / Cy Coleman)
- Clean as a Whistle (Dorothy Fields / Jimmy McHugh)
- Close as Pages in a Book (Dorothy Fields / Sigmund Romberg)
- Collegiana (Dorothy Fields / Jimmy McHugh)
- Coney Island Boat (Dorothy Fields / Arthur Schwartz)
- Cow and a Plough and a Frau (Dorothy Fields / Morton Gould)
- Cuban Love Song (Dorothy Fields / Herbert Stothart / Jimmy McHugh)
- Diga Diga Doo (Dorothy Fields / Jimmy McHugh)
- Dinner at Eight (Dorothy Fields / Jimmy McHugh)
- Dixie (Dorothy Fields / Jimmy McHugh)
- Doin' the Frog (Dorothy Fields / Dan Healy / Jimmy McHugh)
- Doin' the New Low Down (Dorothy Fields / Jimmy McHugh)
- Don't Be Afraid (Dorothy Fields / Arthur Schwartz)
- Don't Blame Me (Dorothy Fields / Jimmy McHugh)
- Don't Mention Love to Me (Dorothy Fields / Oscar Levant)
- Don't Talk (Dorothy Fields / Morton Gould)
- El choclo (Dorothy Fields / George Burt Cole / Jimmy McHugh / Maria Paz Gainsborg / Angel Villoldo)
- Erbie Fitch (Dorothy Fields / Albert Hague)
- Erie Canal (Dorothy Fields / Harold Arlen)
- Every Little Moment (Dorothy Fields / Jimmy McHugh)
- Every Night at Eight (Dorothy Fields / Jimmy McHugh)
- Exactly Like you (Dorothy Fields / Jimmy McHugh)
- Fashion Show (Dorothy Fields / Jerome Kern / Jimmy McHugh)
- Fine Romance (Dorothy Fields / Jerome Kern)
- (The) Firemans Bride (Dorothy Fields / Sigmund Romberg)
- Freeze and Melt (Dorothy Fields / Jimmy McHugh)
- Full of the Devil (Dorothy Fields / Jimmy McHugh)
- Futuristic Rhythm (Dorothy Fields / Jimmy McHugh)
- Get a Horse (Dorothy Fields / Arthur Schwartz)
- (A) Girl with a Flame (Dorothy Fields / Morton Gould)
- Give Me a Rain Check (Dorothy Fields / Cy Coleman)
- Go Home and Tell Your Mother (Dorothy Fields / Jimmy McHugh)
- Goin' Home (Dorothy Fields / Arthur Schwartz)
- Goin' Steady (Dorothy Fields / Arthur Schwartz)
- Good the Charley (Dorothy Fields / Arthur Schwartz)
- Goodbye Blues (Dorothy Fields / Arnold Johnson / Jimmy McHugh)
- Got a New Lease on Life (Dorothy Fields / Oscar Levant)
- Growing Pains (Dorothy Fields / Arthur Schwartz)
- Hang Up (Dorothy Fields / Arthur Schwartz)
- Happy Times (Dorothy Fields / Jimmy McHugh)
- Harlem River Quiver (Dorothy Fields / Jimmy McHugh)
- Have Feet Will Dance (Dorothy Fields / Burton Lane)
- He Had Refinement (Dorothy Fields / Arthur Schwartz)
- He Will Tonight (Dorothy Fields / Arthur Schwartz)
- He's Good for Me (Dorothy Fields / Cy Coleman)
- Heavenly Party (Dorothy Fields / Jerome Kern)
- Here Comes My Blackbird (Dorothy Fields / Jimmy McHugh)
- Hey Young Fella Close Your Old Umbrella (Dorothy Fields / Jimmy McHugh)
- Hooray for Love (Dorothy Fields / Jimmy McHugh)
- Hot Feet (Dorothy Fields / Jimmy McHugh)
- I Can't Give You Anything but Love (Dorothy Fields / Jimmy McHugh)
- I Can't Waltz Alone (Dorothy Fields / Max Steiner)
- I Could Cook (Dorothy Fields / Harold Arlen)
- I Dream Too Much (Dorothy Fields /Jerome Kern)
- I Feel a Song Comin' On (Dorothy Fields / George Oppenheimer / Jimmy McHugh)
- I Feel Merely Marvelous (Dorothy Fields / Albert Hague)
- I Got Love (Dorothy Fields / Jerome Kern)
- I Like It Here (Dorothy Fields / Morton Gould)
- I Love to Cry at Weddings (Dorothy Fields / Cy Coleman)
- I Must Have That Man (Dorothy Fields / Jimmy McHugh)
- I Won't Dance (Dorothy Fields / Oscar Hammerstein / Otto Harbach / Jerome Kern / Jimmy McHugh)
- I'd Like to Take You out (Dorothy Fields / Arthur Schwartz)
- I'd Rather Wake Up (Dorothy Fields / Arthur Schwartz)
- I'll Buy It (Dorothy Fields / Burton Lane)
- I'll Buy You a Star (Dorothy Fields / Arthur Schwartz)
- I'll Make a Happy Landing (Dorothy Fields / Jimmy McHugh)
- I'll Never Learn (Dorothy Fields / Morton Gould)
- I'll Pay the Check (Dorothy Fields / Arthur Schwartz)
- I'll Try (Dorothy Fields / Albert Hague)
- I'm a Brass Band (Dorothy Fields / Cy Coleman)
- I'm Back in Circulation (Dorothy Fields / Albert Hague)
- I'm Doin' That Thing (Dorothy Fields / Jimmy McHugh)
- I'm Full of the Devil (Dorothy Fields / Jimmy McHugh)
- I'm in Love All Over Again (Dorothy Fields / Jimmy McHugh)
- I'm in the Mood for Love (Dorothy Fields / Jimmy McHugh)
- I'm Learning a Lot from You (Dorothy Fields / Jimmy McHugh)
- I'm Like a New Broom (Dorothy Fields / Arthur Schwartz)
- I'm Living in a Great Big Way (Dorothy Fields / Jimmy McHugh)
- I'm the Bravest Individual (Dorothy Fields / Jerome Kern)
- In the Echo (Dorothy Fields / Jerome Kern)
- I'm Way Ahead (Dorothy Fields / Cy Coleman)
- I've Got a Roof Over My Head (Dorothy Fields / Jimmy McHugh)
- If My Friends Could See Me Now (Dorothy Fields / Cy Coleman)
- If There Were More People Like You (Dorothy Fields / Cy Coleman)
- If You Haven't Got a Sweetheart (Dorothy Fields / Arthur Schwartz)
- In a Great Big Way (Dorothy Fields / Jimmy McHugh)
- In a Little White Church (Dorothy Fields / Jimmy McHugh)
- In Tune (Dorothy Fields / Cy Coleman)
- Introduce Me (Dorothy Fields / Jerome Kern)
- Is That My Prince (Dorothy Fields / Arthur Schwartz)
- It Doesn't Cast You Anything (Dorothy Fields / Sigmund Romberg)
- It's a Nice Face (Dorothy Fields / Cy Coleman)
- It's the Darndest Thing (Dorothy Fields / Jimmy McHugh)
- Its All Yours (Dorothy Fields / Arthur Schwartz)
- Its Dynamite (Dorothy Fields / Harry Warren)
- Its Just What I Wanted (Dorothy Fields / Burton Lane)
- Its Not Where You Start (Dorothy Fields / Cy Coleman)
- Japanese Dream (Dorothy Fields / Jimmy McHugh)
- Jockey on the Carrousel (Dorothy Fields / Jerome Kern)
- Junior Miss (Dorothy Fields / Burton Lane)
- Just a Little Bit More (Dorothy Fields / Arthur Schwartz)
- Just for Once (Dorothy Fields / Albert Hague)
- Just Let Me Look at You (Dorothy Fields / Jimmy McHugh)
- Keep It in the Family (Dorothy Fields / Cy Coleman)
- Lady Needs a Change (Dorothy Fields / Arthur Schwartz)
- Lafayette (Dorothy Fields / Jerome Kern)
- Learn How to Lose (Dorothy Fields / Fritz Kreisler)
- Let Me Look at You (Dorothy Fields / Harold Arlen)
- Let's Make It Christmas (Dorothy Fields / Burton Lane)
- Let's Sit and Talk About You (Dorothy Fields / Jimmy McHugh)
- Look Who's Deancing (Dorothy Fields / Arthur Schwartz)
- Lorelei Brown (Dorothy Fields / Arthur Schwartz)
- Lost in a Fog (Dorothy Fields / Jimmy McHugh)
- Loveable Lunatic (Dorothy Fields / Cy Coleman)
- Lovely to Look At (Dorothy Fields / Jerome Kern / Jimmy McHugh)
- Lucky Fella (Dorothy Fields / Jimmy McHugh)
- Madly in Love (Dorothy Fields / Fritz Kreisler)
- Magnolias Wedding Day (Dorothy Fields / Jimmy McHugh)
- Make the Man Love Me (Dorothy Fields / Arthur Schwartz)
- (A) Male Is an Animal (Dorothy Fields / Burton Lane)
- (A) Melodic Caravan (Dorothy Fields / Harold Adamson / Jimmy McHugh / Herbvert Stothart)
- Mine Till Monday (Dorothy Fields / Arthur Schwartz)
- Moody's Mood (Dorothy Fields / James Moody / Jimmy McHugh)
- Moody's Mood for Love (Dorothy Fields / James Moody / Jimmy McHugh)
- More Love Than Your Love (Dorothy Fields / Arthur Schwartz)
- (The) Most Exciting Night (Dorothy Fields / Jerome Kern)
- Music in My Heart (Dorothy Fields / Jimmy McHugh)
- My City (Dorothy Fields / Cy Coleman)
- My Dancing Lady (Dorothy Fields / Jimmy McHugh)
- My Girl Is Just Enough Woman (Dorothy Fields / Albert Hague)
- My Love and My Mule (Dorothy Fields / Harold Arlen)
- My Personal Property (Dorothy Fields / Cy Coleman)
- Never Gonna Dance (Dorothy Fields / Jerome Kern)
- Nobody Does It Like Me (Dorothy Fields / Cy Coleman)
- Nothin' for Nothin' (Dorothy Fields / Morton Gould)
- Oh Say You Can See (Dorothy Fields / Sigmund Romberg)
- Old Enough to Love (Dorothy Fields / Arthur Schwartz)
- On the Sunny Side of the Street (Dorothy Fields / Jimmy McHugh)
- One Brief Moment (Dorothy Fields / Arthur Schwartz)
- One More Waltz (Dorothy Fields / Jimmy McHugh)
- One More You (Dorothy Fields / Arthur Schwartz)
- One Night in the Tropics (Dorothy Fields / Jerome Kern)
- Our American Girl (Dorothy Fields / Jimmy McHugh)
- Out of Sight Out of Mind (Dorothy Fields / Oscar Levant)
- Out Where the Blues Begin (Dorothy Fields / Jimmy McHugh)
- Palsy Walsy (Dorothy Fields / Jimmy McHugh)
- Payday (Dorothy Fields / Arthur Schwartz)
- Pick Yourself Up (Dorothy Fields / Jerome Kern)
- Pink Taffeta Sample Size 10 (Dorothy Fields / Cy Coleman)
- Please Don't Send Me (Dorothy Fields / Arthur Schwartz)
- Poor Everybody Else (Dorothy Fields / Cy Coleman)
- Porgy (Dorothy Fields / Jimmy McHugh)
- Redhead (Dorothy Fields / Albert Hague)
- Remind Me (Dorothy Fields /Jerome Kern)
- Rhythm of Life (Dorothy Fields / Cy Coleman)
- Ride Out the Storm (Dorothy Fields / Cy Coleman)
- Right Finger of My Left Hand (Dorothy Fields / Albert Hague)
- Rip Van Winkle (Dorothy Fields / Sigmund Romberg)
- (The) Sea Song (Dorothy Fields / Arthur Schwartz)
- Seesaw (Dorothy Fields / Cy Coleman)
- Serenade for a Wealthy Widow (Dorothy Fields / Reginald Foresythe / Jimmy McHugh)
- She's Not Enough Woman for You (Dorothy Fields / Albert Hague)
- Shuffle Your Feet (Dorothy Fields / Jimmy McHugh)
- Simpson Sister's Door (Dorothy Fields / Albert Hague)
- Singin' the Blues (Dorothy Fields / Jimmy McHugh)
- Something Real Special (Dorothy Fields / Harold Arlen)
- Spanglish (Dorothy Fields / Cy Coleman)
- Speaking Confidentially (Dorothy Fields / Jimmy McHugh)
- Spring Fever (Dorothy Fields / Jimmy McHugh)
- Spring Has Sprung (Dorothy Fields / Arthur Schwartz)
- Stars in My Eyes (Dorothy Fields / Fritz Kreisler)
- Sweet Charity from Film (Dorothy Fields / Cy Coleman)
- Swing Time (Dorothy Fields / Jerome Kern)
- Take It easy (Dorothy Fields / Jimmy McHugh)
- Terribly Attractive (Dorothy Fields / Arthur Schwartz)
- Thank You for a Lovely Evening (Dorothy Fields / Jimmy McHugh)
- That's for Children (Dorothy Fields / Arthur Schwartz)
- That's How It Goes (Dorothy Fields / Arthur Schwartz)
- That's My Fella (Dorothy Fields / Morton Gould)
- That's What I Told Him (Dorothy Fields / Morton Gould)
- There Must Be Somethin' (Dorothy Fields / Morton Gould)
- There's Gotta Be Something (Dorothy Fields / Cy Coleman)
- There's Love in the Air (Dorothy Fields / Jimmy McHugh)
- This Is It (Dorothy Fields / Arthur Schwartz)
- Throw the Anchor Away (Dorothy Fields / Arthur Schwartz)
- Today I Love Everybody (Dorothy Fields / Harold Arlen)
- Too Many Tomorrows (Dorothy Fields / Cy Coleman)
- (A) Tree Grows in Brooklyn (Dorothy Fields / Arthur Schwartz)
- Two Faces in the Dark (Dorothy Fields / Albert Hague)
- Uncle Sam (Dorothy Fields / Albert Hague)
- Up in Central Park (Dorothy Fields / Sigmund Romberg)
- Waltz in Swingtime (Dorothy Fields / Jerome Kern)
- (The) Way You Look Tonight (Dorothy Fields / Jerome Kern)
- We Are Doin' It for the Natives in Jamaica (Dorothy Fields / Harold Arlen)
- We Are in Business (Dorothy Fields / Harold Arlen)
- We Love Ye Jimey (Dorothy Fields / Albert Hague)
- We'll Dance Until Dawn (Dorothy Fields / Jimmy McHugh)
- We've Got It (Dorothy Fields / Cy Coleman)
- Welcome to the Happy Day (Dorothy Fields / Cy Coleman)
- What Shall Remain (Dorothy Fields / Johann Brandl / Fritz Kreisler / Rinst Marischka)
- What's Good About Goodnight (Dorothy Fields / Jerome Kern)
- When Did You Know (Dorothy Fields / Cy Coleman)
- When I Close My Door (Dorothy Fields / harold Arlen)
- When You Walk in the Room (Dorothy Fields / Sigmund Romberg)
- Where Am I Going (Dorothy Fields / Cy Coleman)
- Whistling Boy (Dorothy Fields / Jerome Kern)
- Whoa Emma (Dorothy Fields / Harry Warren)
- With the Sun Warm Upon My Face (Dorothy Fields / Harold Arlen)
- You and Your Kiss (Dorothy Fields / Jerome Kern)
- You Are a Lovable Lunatic (Dorothy Fields / Cy Coleman)
- You Are an Angel (Dorothy Fields / Jimmy McHugh)
- You Couldn't Be Cuter (Dorothy Fields / Jerome Kern)
- You Kissed Me (Dorothy Fields / Morton Gould)
- You Should See Yourself (Dorothy Fields / Cy Coleman)
- You Wanna Bet (Dorothy Fields / Cy Coleman)
- Young Folks (Dorothy Fields / Harry Warren)[5]